# 儿茶

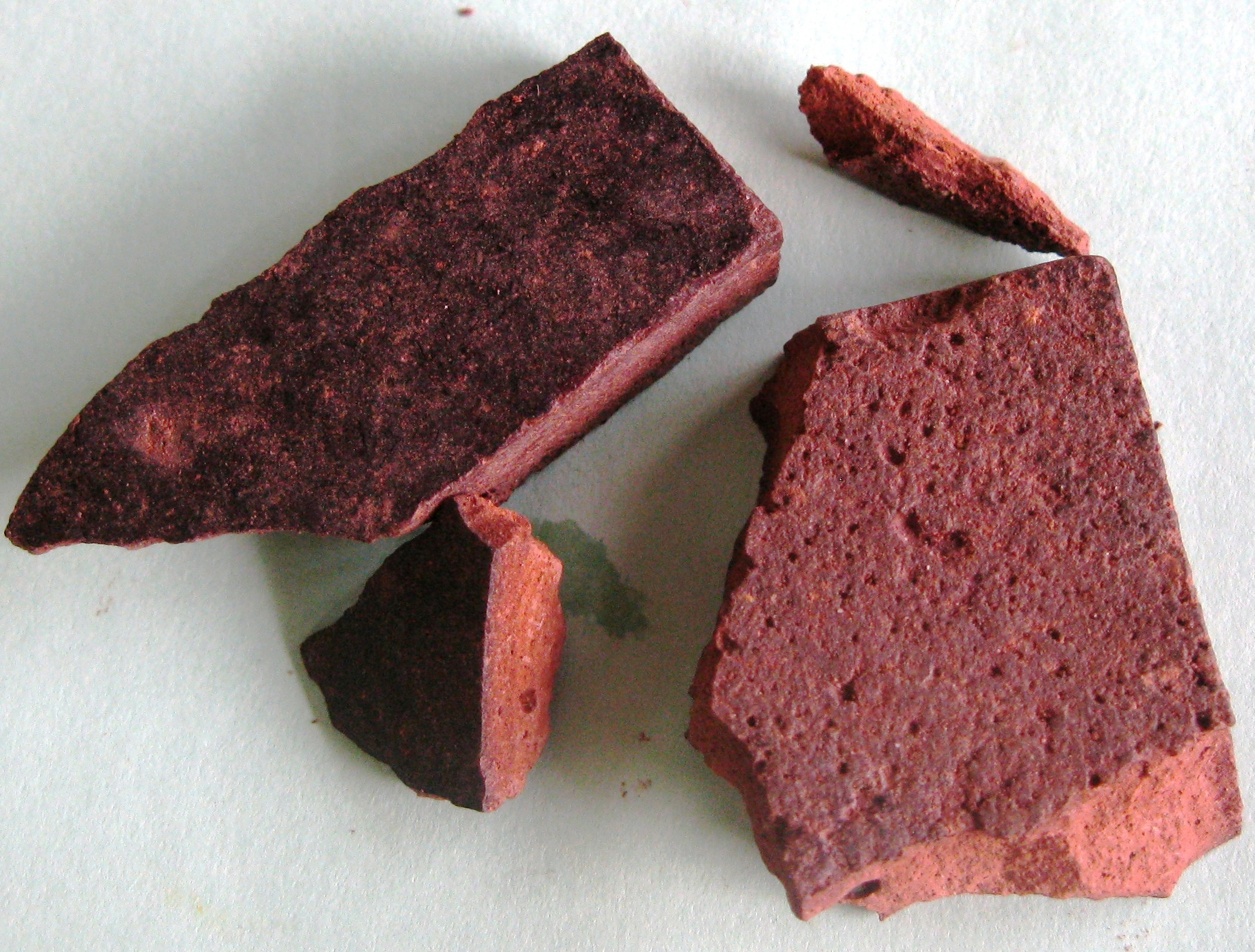
儿茶

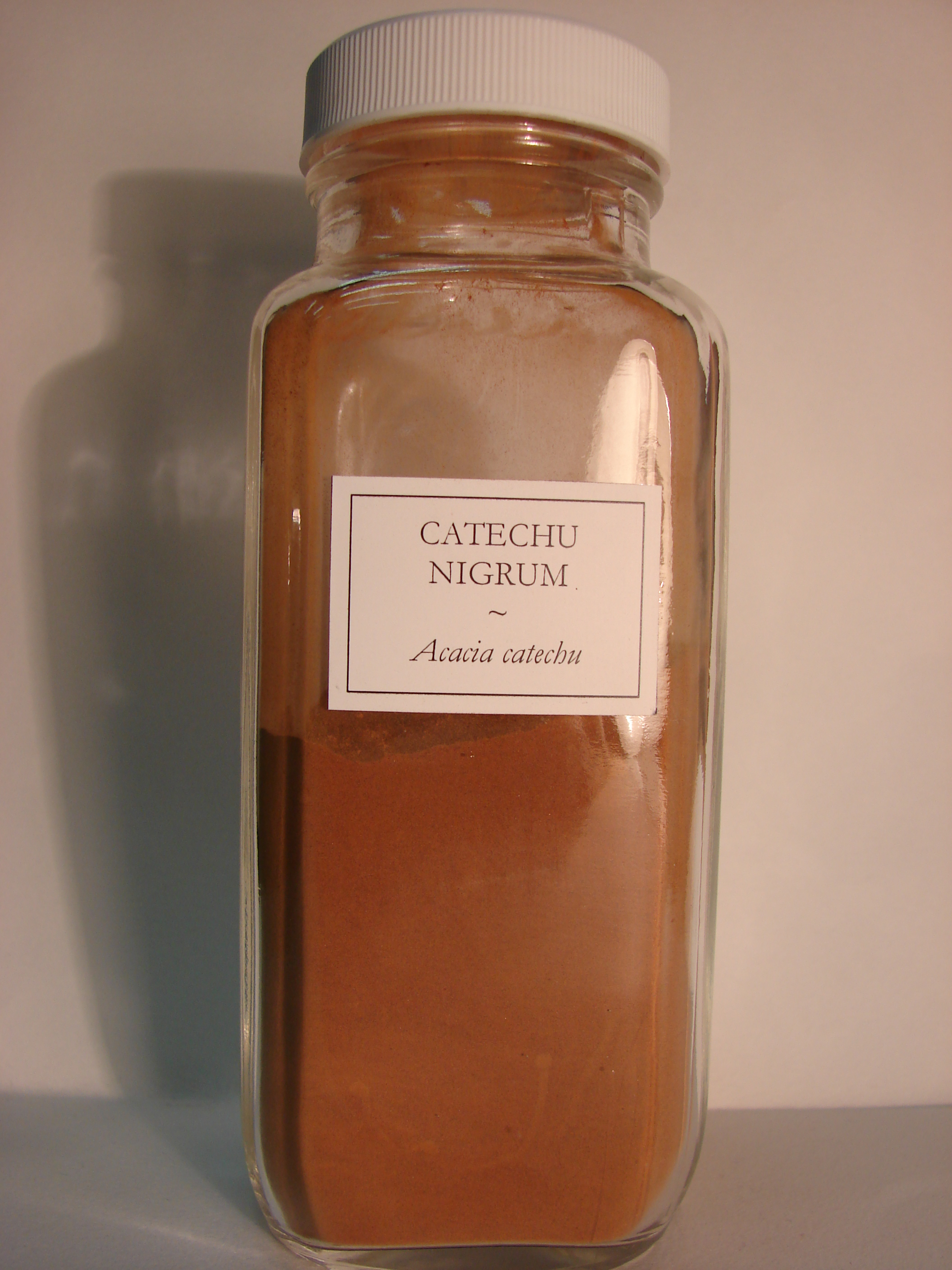
瓶装儿茶

儿茶是豆科相思樹屬的植物，又名孩儿茶。也作为是金合欢树的提取物的名字，可以用作食品添加剂，收斂劑，鞣质或者染料。它是从金合欢中提取的，特别是塞内加利亚儿茶（Acacia catechu），通过木材煮沸蒸发产生。它也被称为黑儿茶，石膏粳稻，或日本土，在印地文中叫做katha，马拉地语中叫做kaath，阿萨姆语和孟加拉语中叫做khoyer，马来语中叫做kachu（因此拉丁语Acacia catechu成为金合欢属植物提取物的林奈分类学的名称）。

## 形态
落叶小乔木，高6-13米。树皮棕色，常成条状薄片开裂；小枝被短柔毛。二回羽状复叶，互生，长6-12厘米；托叶下常有一对扁平、棕色的钩状刺或无；羽片10-30对；小叶20-50对，线形，叶缘被疏毛。
总状花序腋生；4～8月间开淡黄色或白色花。荚果带状，扁而薄。种子3-10颗。果期9月至翌年1月。

## 分布
分布在印度、台湾、缅甸、非洲以及中国大陆的广东、云南、浙江、广西等地，生长于海拔500米至600米的地区，多生长在野生，目前已由人工引种栽培。

## 用途
儿茶作为一种收敛剂，它自古以来就被用于阿育吠陀以及用以清新口气的香料中，例如在法国和意大利，一些甘草糖果中会使用儿茶。儿茶也是南亚食物盤安的重要成分，例如paan masala和gutka。
兒茶中的丹寧含量很高（这说明了它的收缩作用），可用于兽皮鞣制。汉弗莱·戴维(Humphry Davy) 在 19 世纪早期首先使用儿茶，而非使用更昂贵的传统橡木提取物，进行鞣制。
叫做cutch的时候，它是一种棕色染料，用于鞣制和染色，也可以用于保存渔网和帆。Cutch可以将羊毛、丝绸和棉花染成黄褐色。 Cutch用铁媒染剂染成灰褐色，用铜媒染剂染成橄榄褐色。 
Blavod Drinks Ltd.也使用黑色儿茶将伏特加染成黑色。 
白色儿茶，又名gambier、gambeer或gambir，从Uncaria gambir中提取，有相同的用途。棕榈儿茶是从槟榔的种子中提取的。 

## 衍生物
儿茶提取物的名字衍生出儿茶素和儿茶酚化学家族。

## 相关
- 干旱森林研究所